# Gneo Domizio Calvino
Gneo Domizio Calvino (in latino Gnaeus Domitius Calvinus; prima del 75 a.C. – dopo il 20 a.C.) è stato un politico e generale romano.
Fu eletto console due volte, nel 53 a.C. e nel 40 a.C. Fu un partigiano di Giulio Cesare e di Ottaviano.

## Biografia
Nel 59 a.C. fu tribuno della plebe. In quell'anno andò insieme ai tribuni Quinto Ancario e Gaio Fannio, al console Bibulo e a Catone a porre il veto sulla lex Julia agraria che Cesare si accingeva a proporre all'assemblea dei plebei senza l'approvazione del Senato. La reazione della folla però scatenò una colluttazione che fece scappare i tribuni e Catone, mentre Bibulo fu ricoperto di sterco e pubblicamente umiliato.
Nel 56 a.C. fu pretore e presiedette al processo de ambitu di Lucio Calpurnio Bestia, difeso da Cicerone. Probabilmente fu giudice anche al processo di Celio.
Nel 54 a.C. fu coinvolto in un noto scandalo elettorale, che coinvolse tutti i candidati al consolato per il 53 a.C.: Memmio, Scauro, Domizio Calvino e Messalla Rufo. Tutti e quattro tentarono di corrompere i consoli Clodio Pulcro e Domizio Enobarbo affinché indirizzassero i voti su di loro alle elezioni, come Pompeo e Crasso avevano fatto per favorire l'elezione di Clodio. Nonostante Calvino fosse stato pubblicamente denunciato, fu eletto console per l'anno 53 a.C. insieme a Messalla (anch'egli coinvolto nello scandalo), ma poterono esercitare la loro magistratura solo a partire dal luglio di quell'anno, a causa dei notevoli disordini in cui la Repubblica imperversava in quegli anni. A causa di questi stessi disordini, Calvino e Messalla furono costretti a rimandare le elezioni per il 52 a.C., provocando non poche irritazioni da parte dei candidati per le cariche di quell'anno, come Milone, Plauzio Ipseo o Clodio (che erano stati gli stessi artefici dei frequenti disordini di quell'epoca). Ma le elezioni non si tennero, e Pompeo fu scelto dal Senato a succedere Calvino e Messalla in qualità di consul sine collega.
Durante il suo consolato promulgò una legge che stabiliva che dovessero trascorrere cinque anni dallo svolgimento di una magistratura e l'assegnazione di una provincia da governare.
Nella guerra civile si schierò con Cesare contro Pompeo Magno. Combatté in Macedonia contro Metello Scipione, per poi unirsi all'esercito di Cesare nella decisiva battaglia di Farsalo, dove comandava il centro dell'esercito di Cesare. Dopo la battaglia fu nominato governatore dell'Asia. Cercò di opporsi all'invasione di Farnace, re del Bosforo Cimmerio che aveva colto l'occasione della guerra civile per invadere il Ponto. Tuttavia subì una pesante sconfitta alla battaglia di Nicopoli in Armenia (dicembre del 48 a.C.). L'intervento diretto di Cesare condusse a rapida fine il conflitto e l'esercito di Farnace fu completamente distrutto con la battaglia di Zela nel 47 a.C. Nonostante la sconfitta subita rimase un fedele amico di Cesare.
Le attività di Calvino dopo la morte di Cesare non sono note ma nel 43 a.C. era un forte sostenitore di Ottaviano e partecipò alla guerra civile contro Bruto e Cassio. Durante la campagna di Filippi nel 42 a.C., aveva il compito di portare rinforzi dall'Italia alla Grecia per l'esercito di Marco Antonio e Ottaviano, ma la flotta fu distrutta dal nemico sul mar Ionio con la perdita di due legioni. Nonostante i suoi insuccessi fu premiato con l'onore di un secondo consolato nel 40 a.C. e fu inviato da Ottaviano come governatore della Hispania, dove rimase per tre anni (39-36 a.C.). Apparentemente le sue attività militari in Hiberia ebbero successo, giacché al suo ritorno gli fu accordato un trionfo e fu saluto come imperator dalle sue truppe. Calvino ricostruì anche la Regia nel Foro Romano. Anche se non abbiamo molte notizie sulla sua ulteriore attività politica, un'epigrafe mostra che nel 20 a.C. era ancora vivo e era un componente dei Fratres Arvali un collegio sacerdotale, riservato ai componenti del nascente famiglia imperiale e ai più importanti sostenitori dell'imperatore.
Anche se la carriera di Domizio Calvino non mostra particolari capacità né in politica, dove ottenne il suo primo consolato grazie a una scandalosa corruzione, né in guerra dove subì due pesanti sconfitte, riuscì a mantenere un importante ruolo politico. Ciò probabilmente fu dovuto al fatto che era uno dei pochi appartenenti alla nobilitas a sostenere il partito di Ottaviano già dall'inizio della guerra civile.